# 1902 Shaposhnikov
1902 Shaposhnikov (1972 HU) là một tiểu hành tinh nằm phía ngoài của vành đai chính được phát hiện ngày 18 tháng 4 năm 1972 bởi T. Smirnova ở Nauchnyj.